# Mehr davon! Die Single-Box 1995–2000
Mehr davon! Die Single-Box 1995-2000 – kolekcja singli/maxi singli niemieckiego zespołu punkrockowego Die Toten Hosen, wydanych na oddzielnych CD w 2001 roku.

## Lista utworów

### Nichts bleibt für die Ewigkeit (1995)
1. „Nichts bleibt für die Ewigkeit” (Nothing stays for infinity) (von Holst, Frege/Müller, von Holst, Frege) − 4:10
2. „Alkohol” (Alcohol) (Rohde/Frege) − 2:03
3. „Prominentenpsychose” (Celebrity psychosis) (Frege/Frege) – 3:14
4. „Die '7' ist alles” (The '7' is everything) (Meurer/Frege) − 5:12

### Bonnie & Clyde (1996)
1. „Bonnie & Clyde” (Breitkopf/Frege) − 3:30
2. „Kleiner Junge” (Little boy) (von Holst/Frege) − 3:58
3. „Herzglück harte Welle” (roughly Heartluck strong wave) (Rohde/Frege) – 1:57
4. „Do You Love Me” (Stanley, Ezrin, Fowley) − 3:11 (Kiss cover)

### Zehn kleine Jägermeister (1996)
1. „Zehn kleine Jägermeister” (roughly Ten little hunters/Jägermeisters) (Rohde/Müller, Frege) − 4:21
2. „We Love You” (Mick Jagger/Keith Richards) − 3:10 (The Rolling Stones cover)
3. „Der König aus dem Märchenland” (The king from the fairytale land) (Breitkopf/Frege) − 4:15

### Alles aus Liebe (live) (1997)
1. „Alles aus Liebe” (All out of love) (Frege/Frege) − 4:10
2. „Lügen” (Lies) (von Holst/Frege) − 4:03
3. „Seelentherapie” (Soul therapy) (Breitkopf/Frege) − 4:38

### Weihnachtsmann vom Dach (1998)
1. „Weihnachtsmann vom Dach” (Santa Claus from the roof) (von Holst/Frege) − 4:02
2. „Come All Ye Faithful” – 2:34
3. „Jingle Bells (Dub Version)” – 5:34
4. „Baby, du sollst nicht weinen” (Baby, you shouldn't cry) − 3:34

### Pushed Again (1998)
1. „Pushed Again” (Breitkopf/Frege) − 3:49
2. „Alles ist eins” (All is one) (von Holst/Frege) − 3:21
3. „Fliegen” (Flying) (Frege/Frege) – 4:28
4. „Revenge” (Meurer/Frege, Smith) − 3:59

### Auld Lang Syne (Die Toten Hosen) (1999)
1. „Auld Lang Syne” − 2:32
2. „Morgen wird alles anders...8 (Tomorrow everything will be different) − 3:45
3. „Standort Deutschland8 (roughly Germany as an economical target) − 3:26
4. „The Little Drummer Boy (unplugged)” – 2:42
5. „Auld Lang Syne (unplugged)” – 3:17

### Schön sein (1999)
1. „Schön sein” (To be beautiful) (Frege, van Dannen/Frege, van Dannen) − 3:12
2. „You're Dead” (von Holst/Frege, Smith) – 4:41
3. „Fußball” (Football) (von Holst/Frege) – 2:09
4. „Im Westen nichts Neues” (All quiet on the Western front) (Breitkopf/Frege) – 1:59

### Unsterblich (2000)
1. „Unsterblich” (Immortal) (Frege, von Holst/Frege) − 3:46
2. „Wofür man lebt (Dub-Version)” (What for one lives) (von Holst, Meurer/Frege) − 3:22
3. „Psycho” (Roslie/Roslie) − 1:44 (The Sonics cover)

### Warum werde ich nicht satt? (2000)
1. „Warum werde ich nicht satt?” (roughly Why don't I get enough?) (Breitkopf, von Holst/Frege) − 3:28
2. „Babylon's Burning” (Jennings, Ruffy, Owen, Fox) − 4:25 (The Ruts cover)
3. „Should I Stay or Should I Go?” (Mick Jones/Joe Strummer) − 2:43 (The Clash cover)

## Skład zespołu
- Campino – wokal
- Andreas von Holst – gitara
- Michael Breitkopf – gitara
- Andreas Meurer – gitara basowa
- Wolfgang Rohde – perkusja
- Vom Ritchie – perkusja